# Syrisch-Iraakse Unie
De Syrisch-Iraakse Unie was een voorgestelde unie tussen Irak en Syrië. In een handvest van een gezamenlijke nationale actie tussen Syrië en Irak in oktober 1978, was een intentieverklaring van het Ba'ath-regime van Syrië en Irak ondertekend, met als doel militair en economisch zo veel mogelijk samen te willen werken. 
In januari 1979 werd zelfs overeenstemming bereikt over een Syrisch-Iraakse uniestaat, maar dat plan mislukte in juli 1979 toen Saddam Hoessein aan de macht kwam.